# Viola allochroa
Viola allochroa là một loài thực vật có hoa trong họ Hoa tím. Loài này được Botsch. miêu tả khoa học đầu tiên năm 1948.